# Геделон
Геделон (фр. Guédelon) — современный проект постройки средневекового замка во Франции, близ города Треньи (департамент Йонна, Бургундия).
Проект должен стать настоящей реконструкцией средневекового замка XIII века; цель проекта — построить замок, используя исключительно методы и материалы, которые использовались в Средневековье. Ориентировочное окончание проекта — в 2020-х годах (2025 г.).

## Замысел
С течением времени многие навыки и технологии утрачиваются. Когда невозможно произвести этнографическое исследование, поскольку носители технологий умерли, историкам приходится полагаться на археологические изыскания и старинные рукописи. При этом неизбежна интерпретация, домысливание и предположения. Чтобы понять, как инструмент или технология использовались на самом деле, необходимо фактическое воспроизведение (реконструкция).
Экспериментальная археология подразумевает практический подход к исследованию забытых технологий и методов. Ученые решили сами овладеть забытыми навыками, а не полагаться только на модели, гипотезы и теории. В качестве примера можно привести попытки археологов создать кремнёвые инструменты эпохи неолита.
Целью экспериментальной археологии является не только умение изготовлять объект, но и научиться его использовать. Цель строительства замка Геделон — провести эксперимент: анализ строительства в действии, как целого проекта.

## Концепция
Идея построения средневекового замка XIII века «с нуля» принадлежала Мишелю Гийо (фр. Michel Guyot). Он решил построить копию своего замка Сен-Фаржо (Saint-Fargeau), с целью исторической реконструкции средневековых технологий.
С течением времени проект был переработан: Геделон похож на Сен-Фаржо, но меньше в размерах.
Проект стартовал в 1997 году и продолжается по настоящее время. Жак Мулен (фр. Jacques Moulin), главный архитектор проекта, разработал чертежи в соответствии с архитектурной моделью, предложенной в XII—XIII веках Филиппом II.
Участок был выбран в зависимости от наличия строительных материалов: заброшенный каменный карьер, в большом лесу, рядом с прудом. Он находится в сельской местности; ближайшая деревня Сан-Совер (фр. Saint-Sauveur, 47°37′02″ с. ш. 3°11′51″ в. д.), расположена в 6 километрах к северо-востоку, а ближайшая железнодорожная станция — Кон-сюр-Луар (фр. Cosne-sur-Loire) — примерно в 30 км к юго-западу.
Вначале владельцем проекта был Мишель Гийо. С течением времени, когда строительство получило сперва общенациональную, а затем и всемирную известность, проект был преобразован в краудфандинг.
Проект создал 55 рабочих мест, но каждый год туда приезжают несколько сотен волонтёров.

### Туризм
Стройка привлекает множество туристов (так, в 2010 году его посетило более 300 тыс. человек, это самое посещаемое место в Йонне). Экскурсия включает посещение строительной площадки и ресторанов, меню которых состоит из блюд, приготовленных по средневековым рецептам.
Жители деревни Сан-Совер ощутили рост доходов — как от сдачи жилья внаем для добровольцев и туристов, так и от множества кафе и ресторанов, декорированных в «средневековом стиле».

### Наука и знания
Команда проекта использует и проверяет знания ученых и историков о средневековых строительных технологиях. Участники эксперимента принципиально не используют современные инструменты и технологии.
Проект создал в сельской и изолированной местности 55 рабочих мест и привлек свыше 200 добровольцев.
На строительной площадке работают молодые люди, которые получают профессиональную подготовку. Например, некоторые из них получили свидетельства о квалификации каменщика.
Проект открыт и адаптирован для экскурсий групп и школьников. На них можно узнать об условиях работы в Средневековье и разных профессиях того времени.

## Стройка
Подъём тяжестей при строительстве осуществляется примитивным (но тем не менее совершенно работоспособным) подъемным краном со ступальным колесом.
Известковый раствор для кладки изготавливается здесь же, из известняка, добываемого в ближайшем карьере. Для обжига известняка была сложена земляная печь. После обжига негашеная известь гасится водой, а затем смешивается с песком.
Обтесывание камней осуществляется вручную, многочисленной бригадой каменотёсов.

### Кузница
Каменотесы нуждаются в острых зубилах для обработки камня.
Все без исключения инструменты изготовлены на местной кузнице.
Несколько кузнецов из бригады специально занимаются только тем, что правят ковкой, цементируют, закаливают и отпускают, а затем затачивают острия инструментов.
Дутье горна в кузнице осуществляется кожаными мехами на деревянной раме, сшитыми вручную.

### Керамическая мастерская
Черепица на двухскатную кровлю хозяйского дома изготавливалась (лепилась и обжигалась) на месте, из местной глины. Для этого была построена мастерская. В этой же мастерской гончары изготавливают кувшины, тарелки, стаканы и др. предметы утвари. Большинство этих изделий расходятся на сувениры.

### Плотники
Плотникам на строительстве каменного замка тоже находится множество работы. Они изготавливают деревянные части телег. Они построили деревянный мост через ров. На «их совести» строительные леса, стропила хозяйского дома. Кроме того, при возведении каменных арок плотники должны собрать опалубку.

### Транспортировка
Все перевозки материалов на строительной площадке осуществляется на телегах, запряженных лошадьми. Для этого пришлось завести свою конюшню. Подковы лошадям изготавливаются в местной кузнице. Сбруя шьется вручную.

### Реставрация средневекового быта
Рядом со стройкой замка рабочие построили несколько хижин, в которых воспроизведен быт и мебель той эпохи. Желающие могут пожить в этих хижинах, попытаться приготовить еду и т. д. Рабочие и волонтеры во время работы одеваются в средневековую одежду, сшитую вручную.

### Водяная мельница
Рабочих и волонтеров необходимо кормить и для помола зерна недалеко от гончарной мастерской и кузницы был запружен ручей, а возле плотины построили водяную мельницу. Мельница была построена силами самих работников — плотников, кузнецов, каменотесов.
Когда мельница не работает на жернова, её энергия используется для привода большого падающего молота в кузнице и для качания мехов.

## Мировая известность
В ноябре 2014 года компания BBC сняла фильм «Secrets of the Castle», в котором проект был описан как «крупнейший в мире археологический эксперимент». В фильме снимались Рут Гудман, Питер Гинн и Том Пинфолд. После проката этого фильма интерес к проекту значительно вырос.

## Галерея

Эволюция строительной площадки с 2000 г.
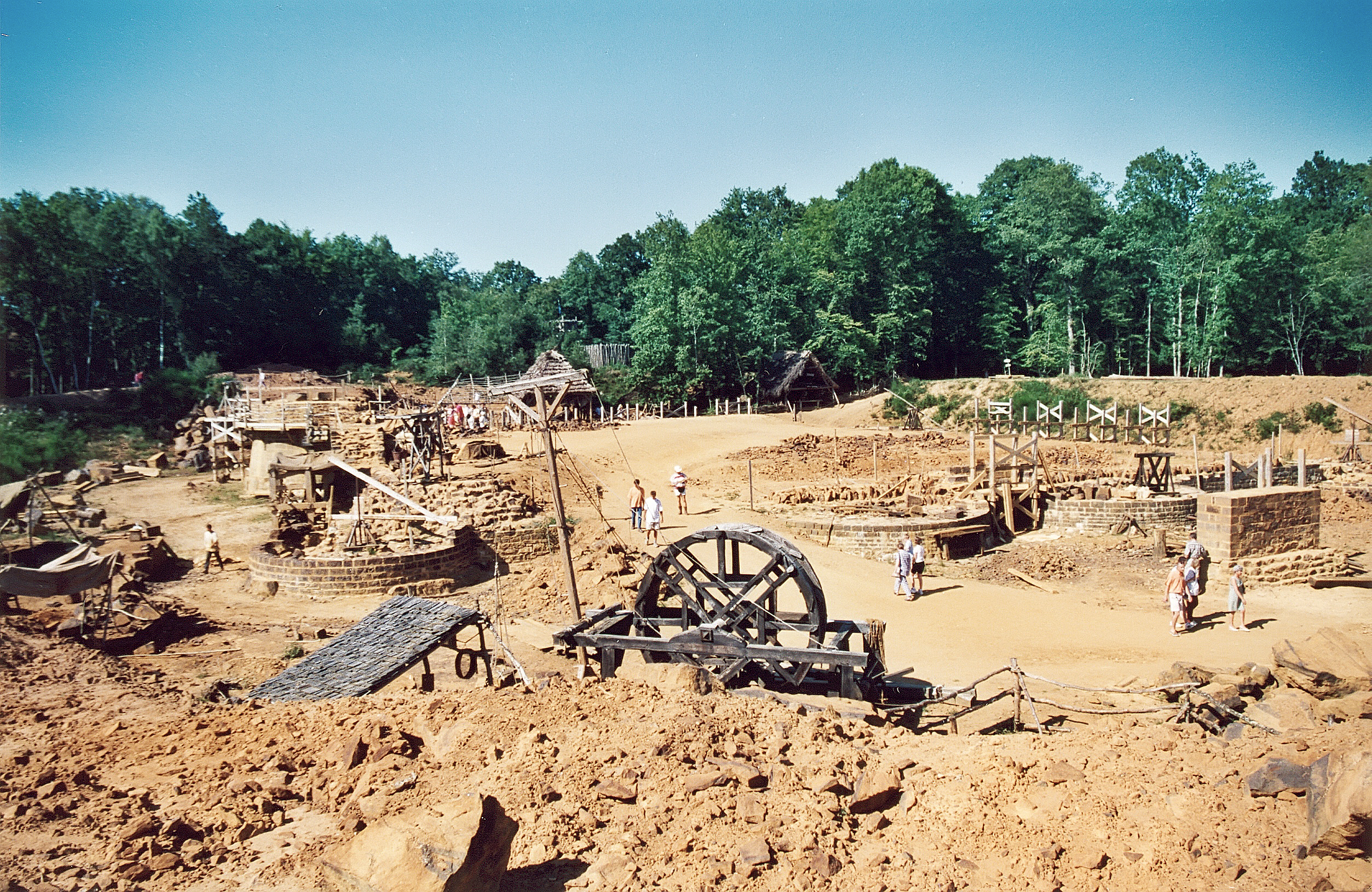
2000
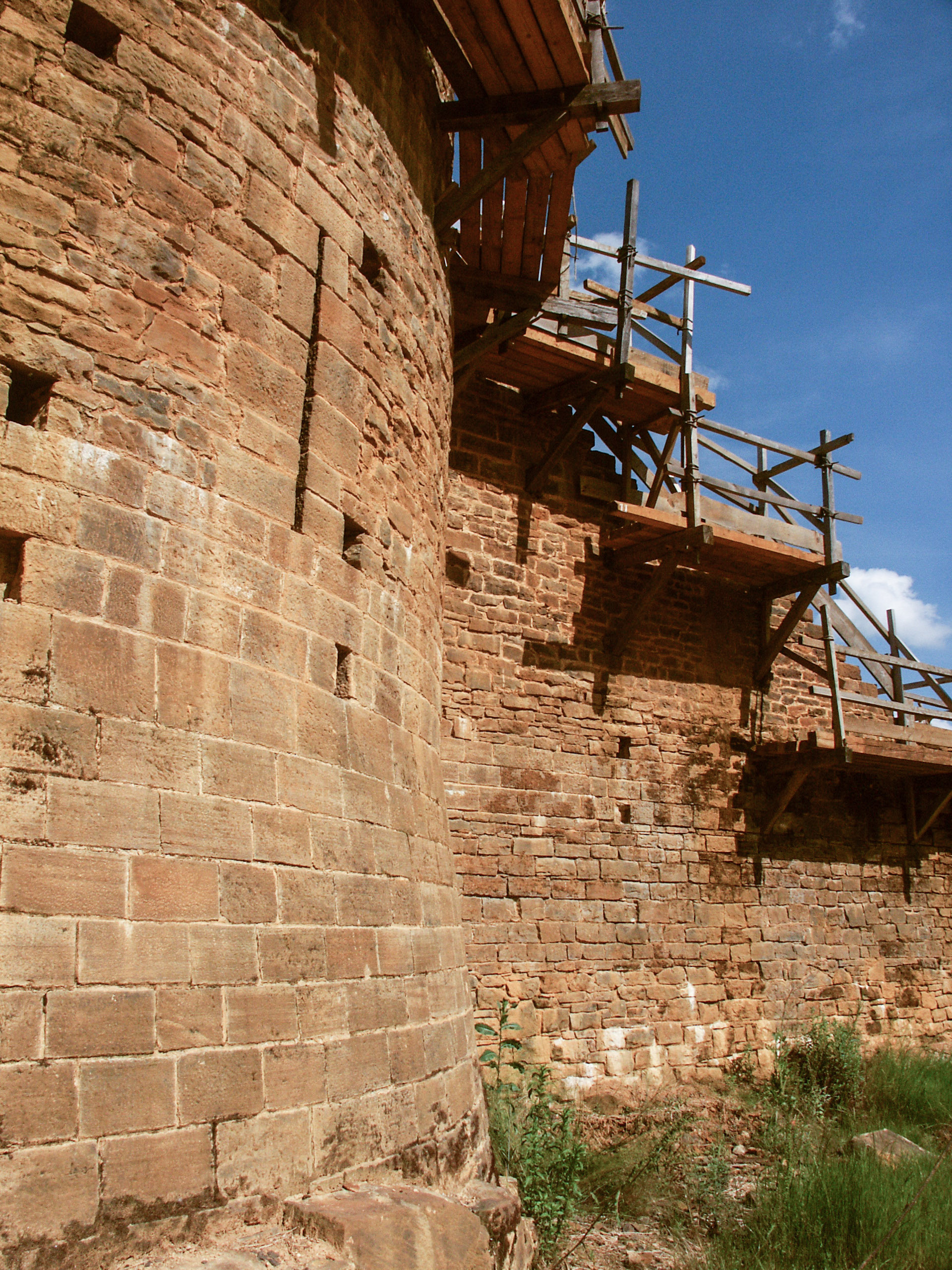
2004
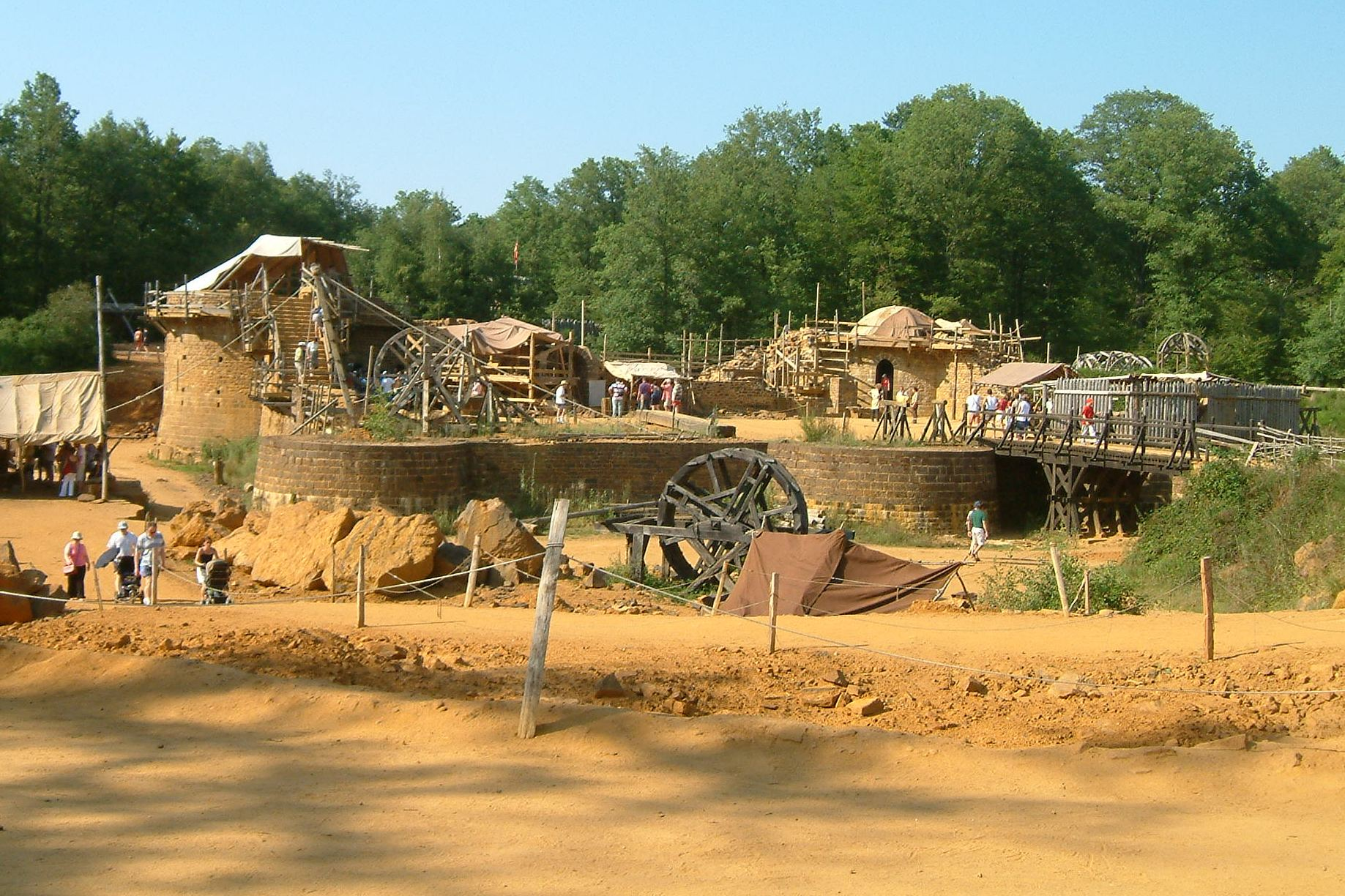
2005
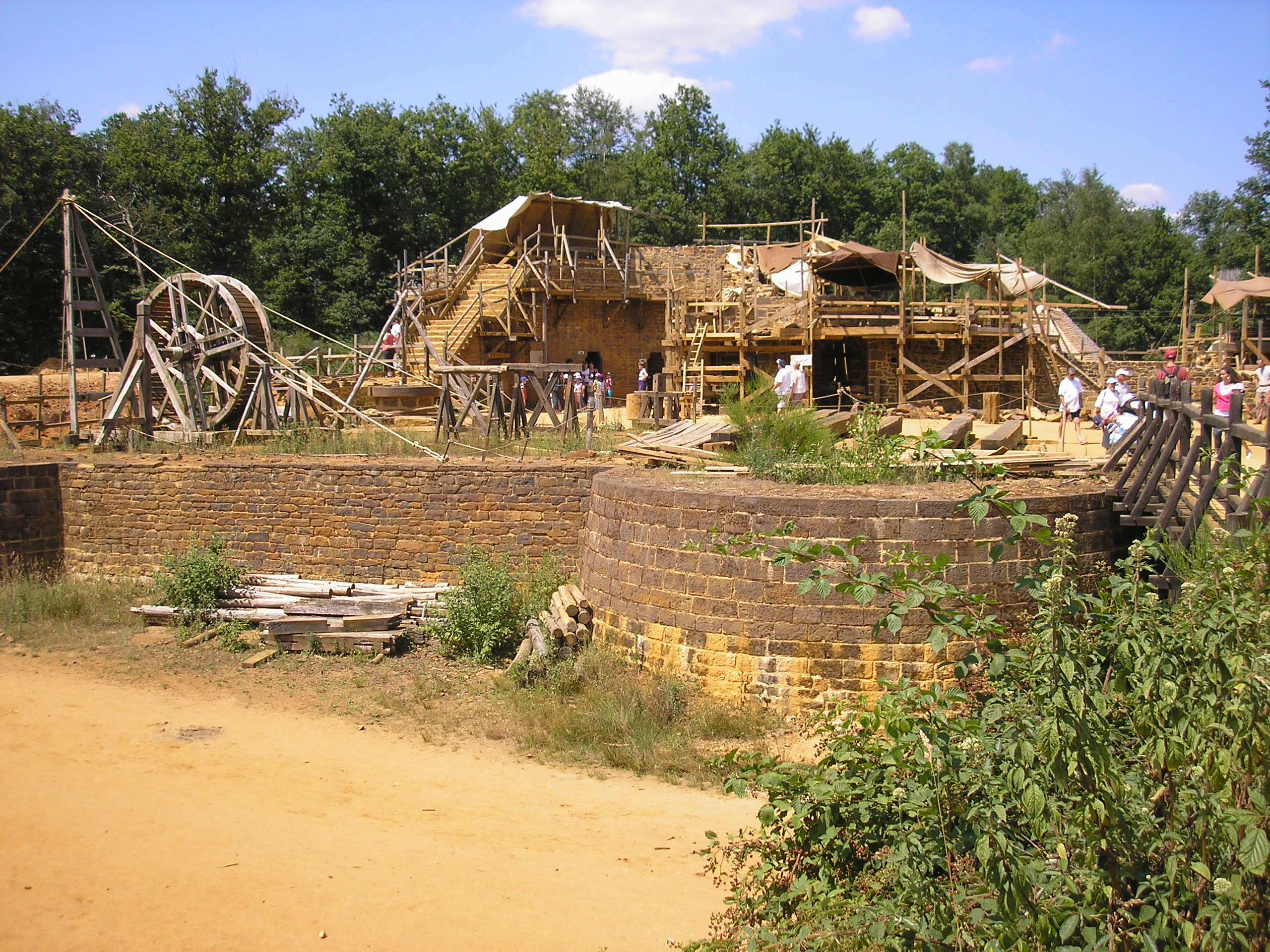
2006
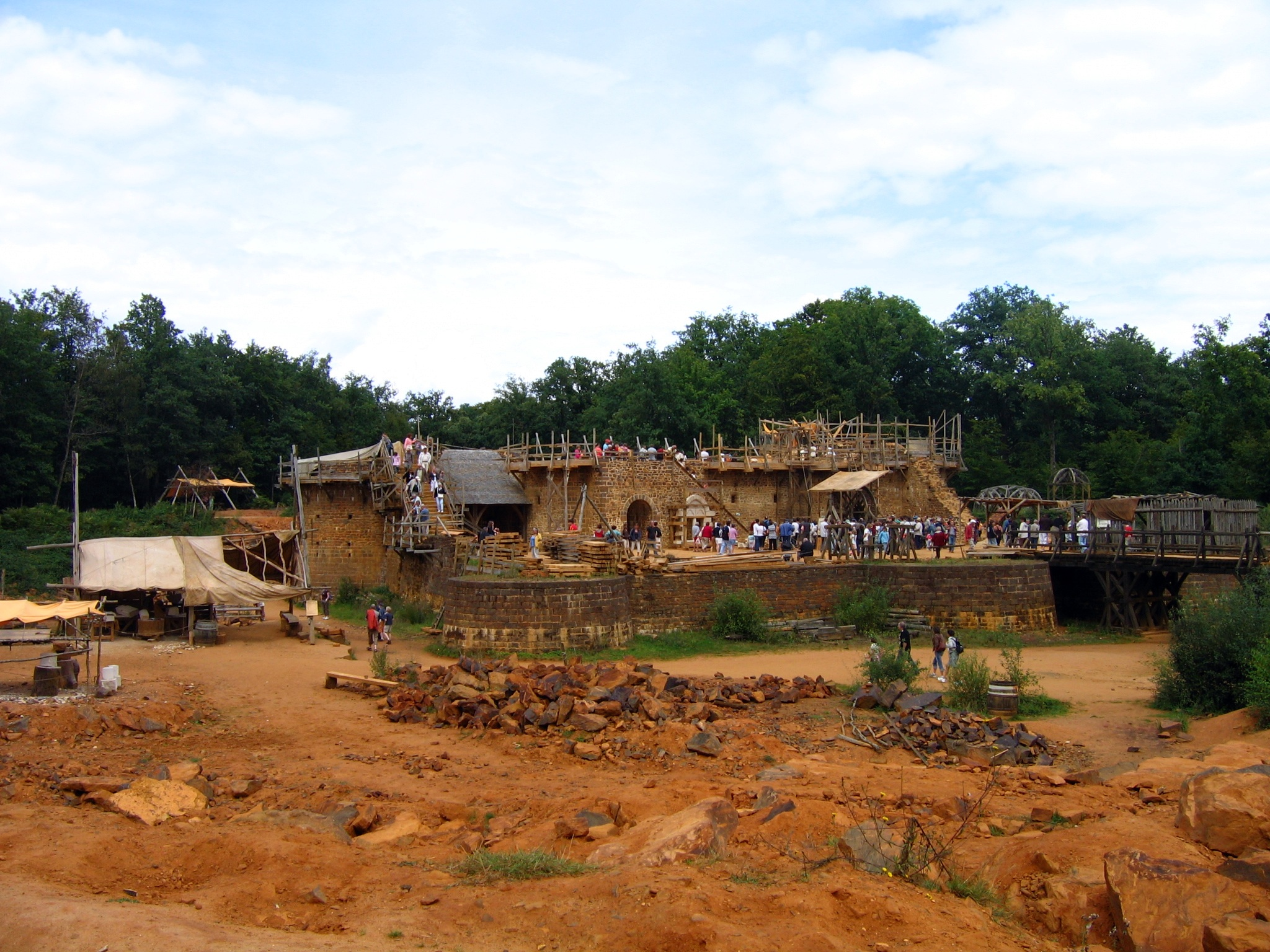
2007
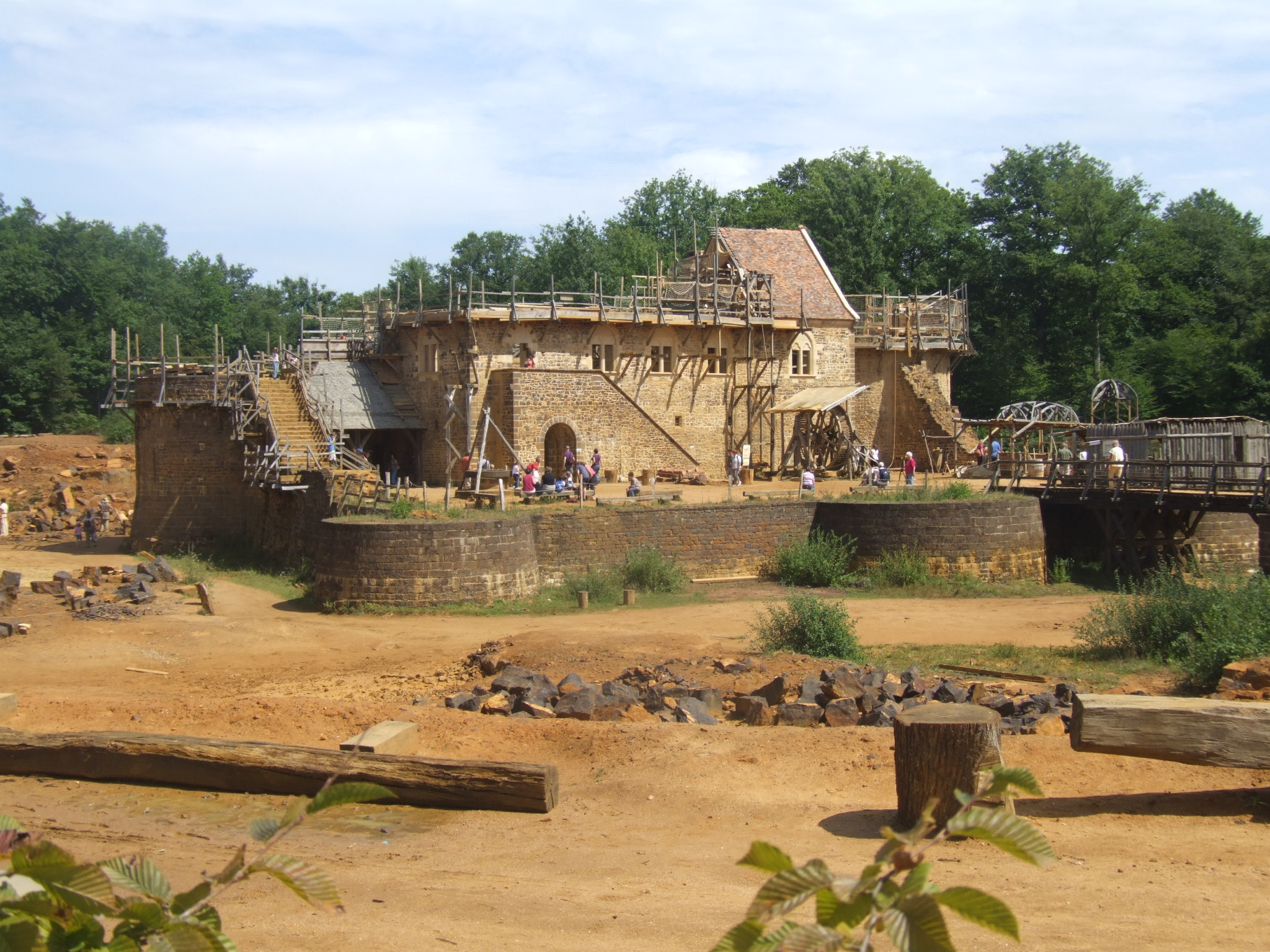
2009
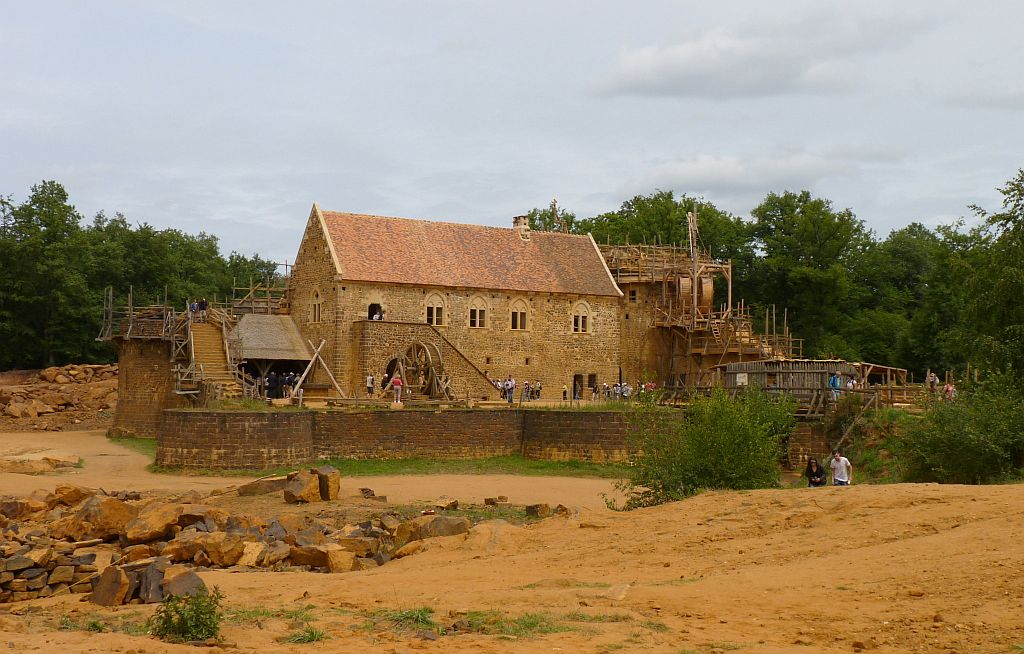
2011
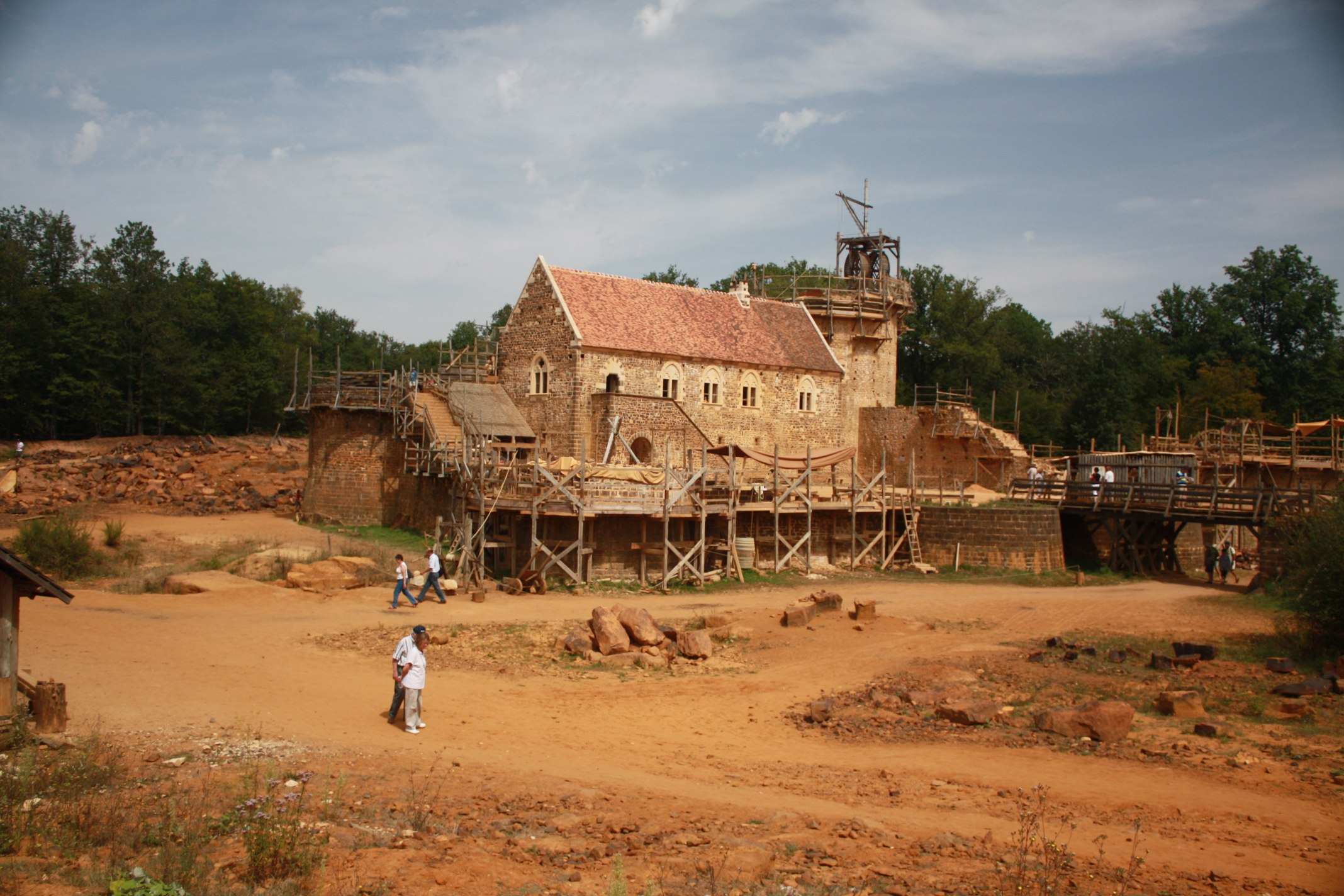
2012
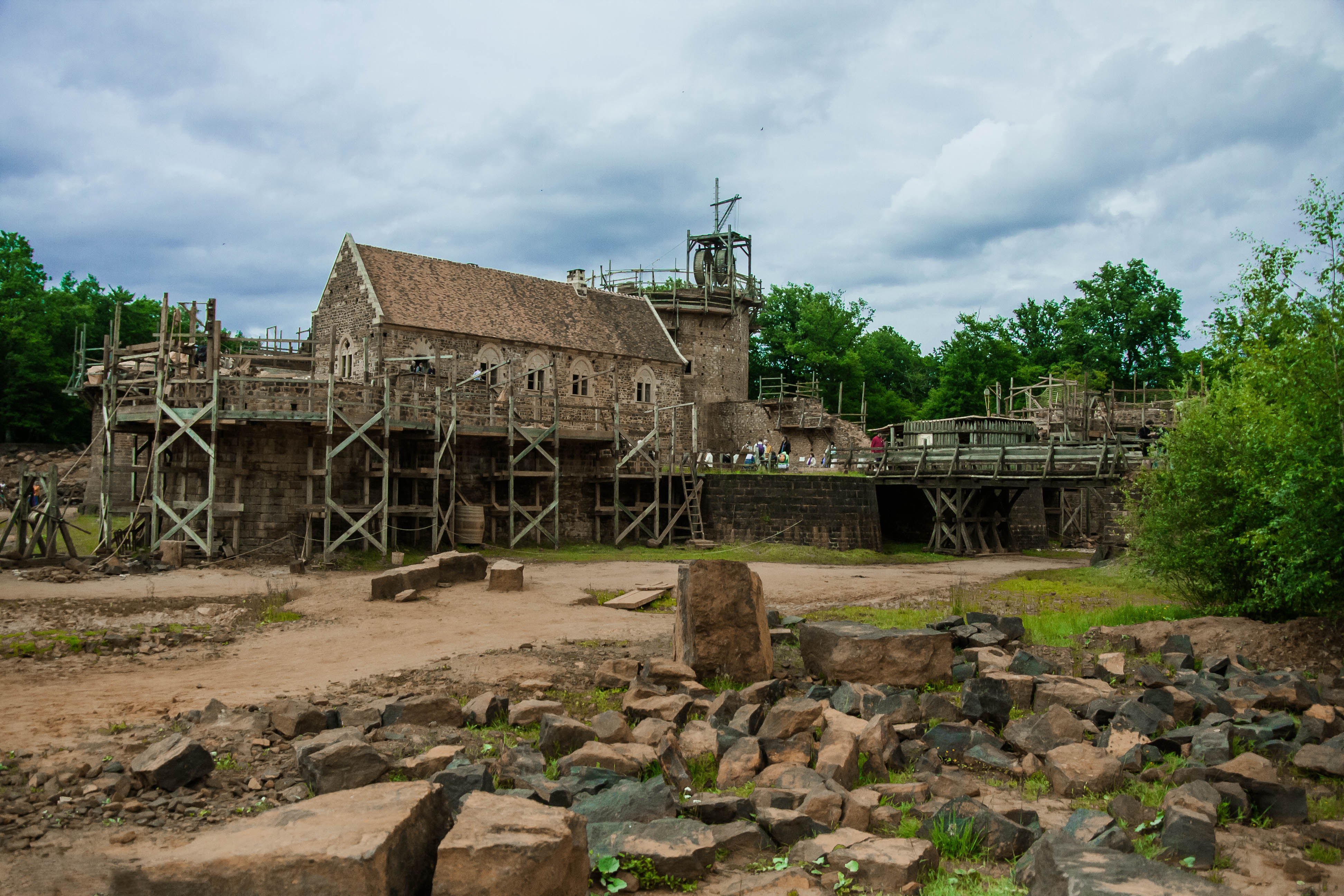
2013
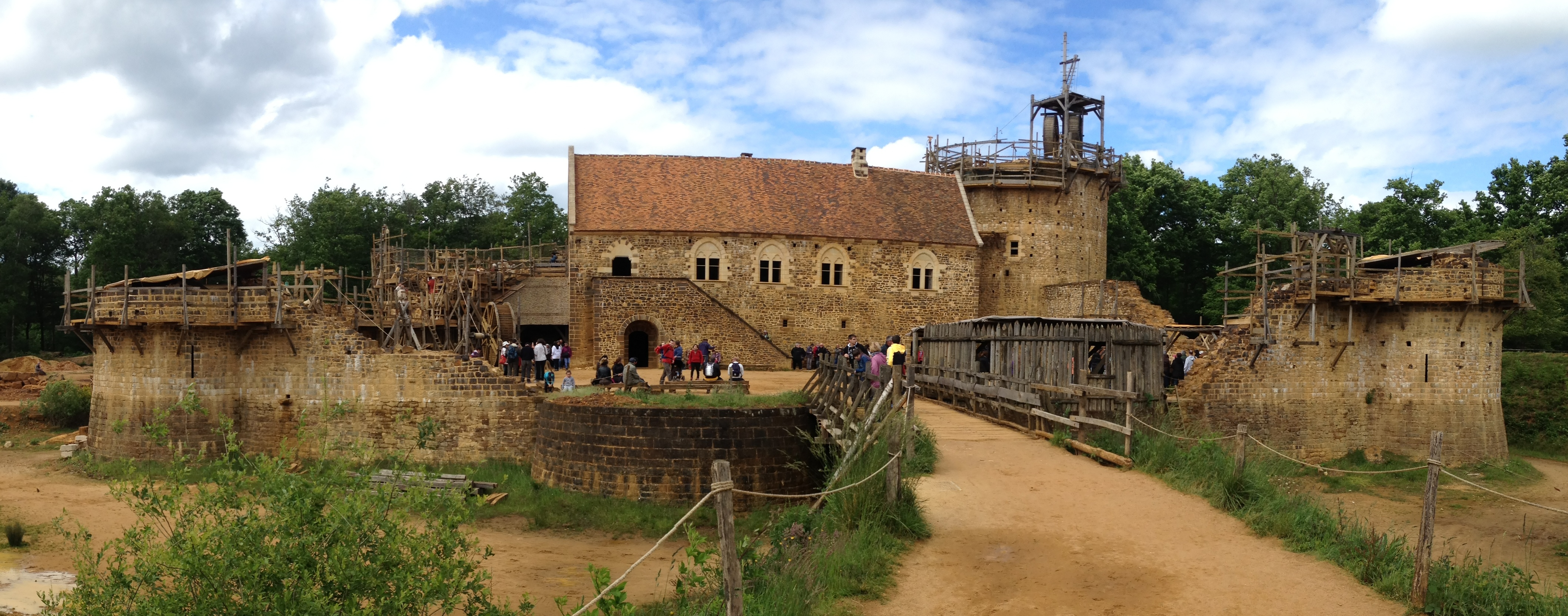
2014
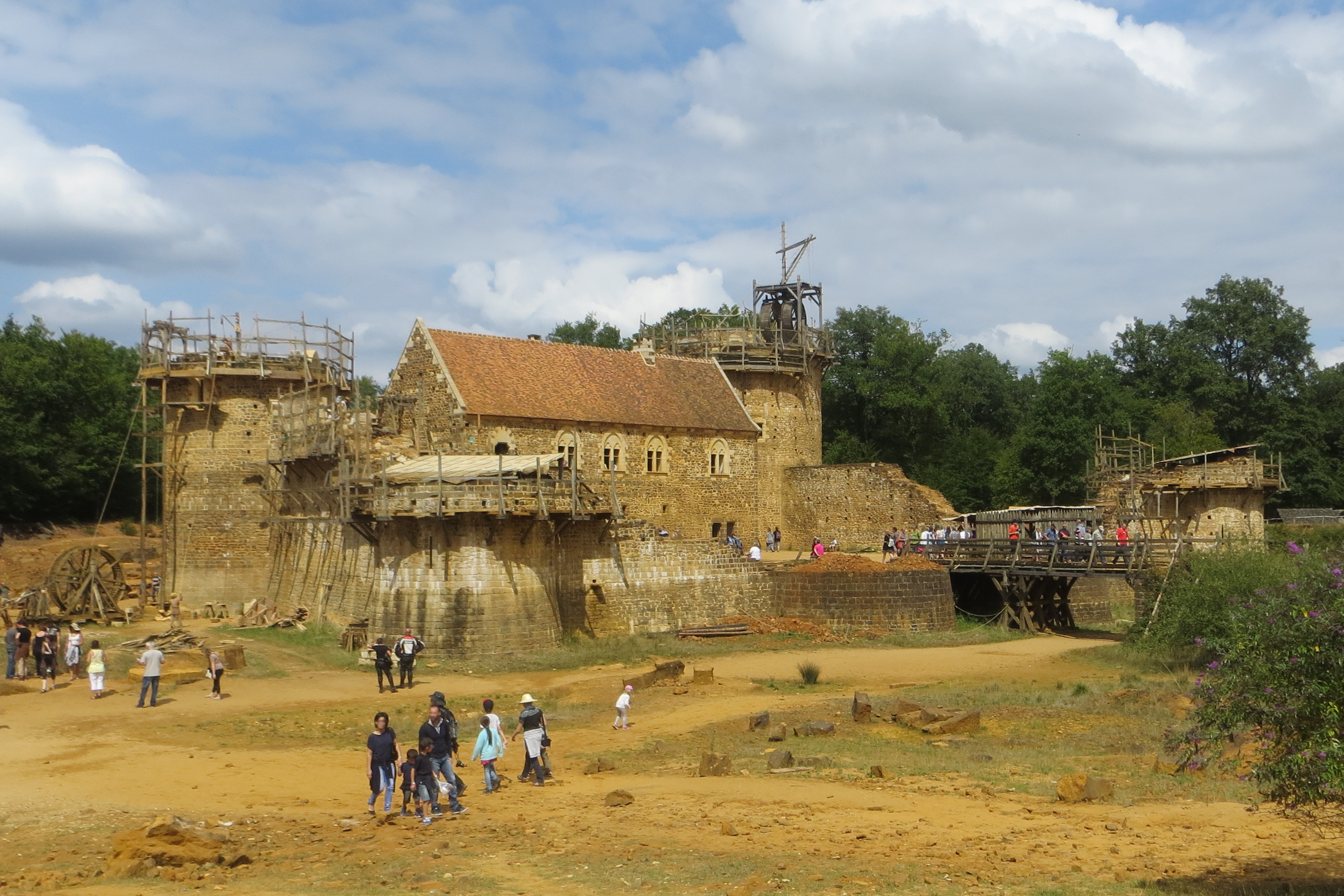
2015
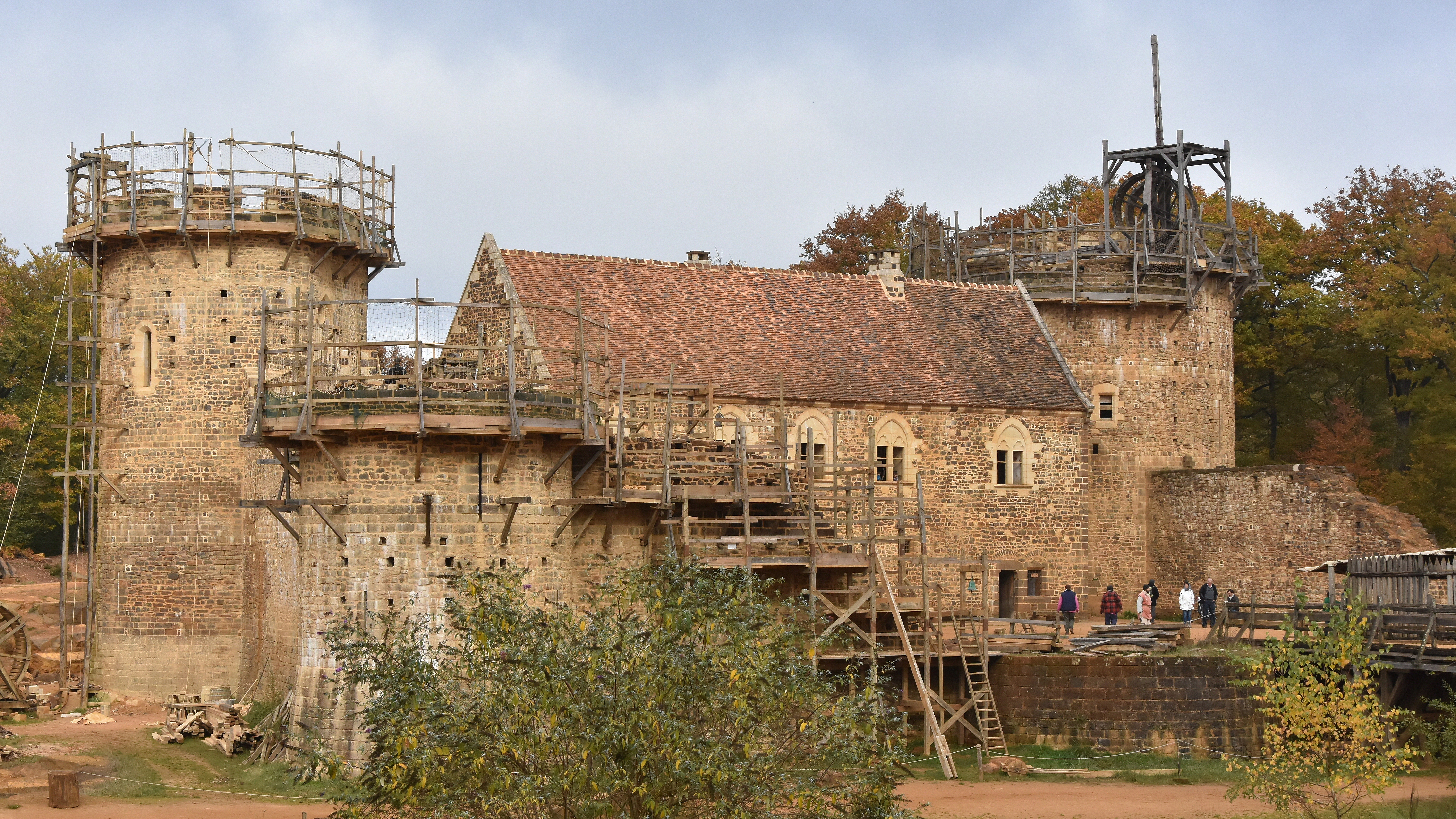
2016
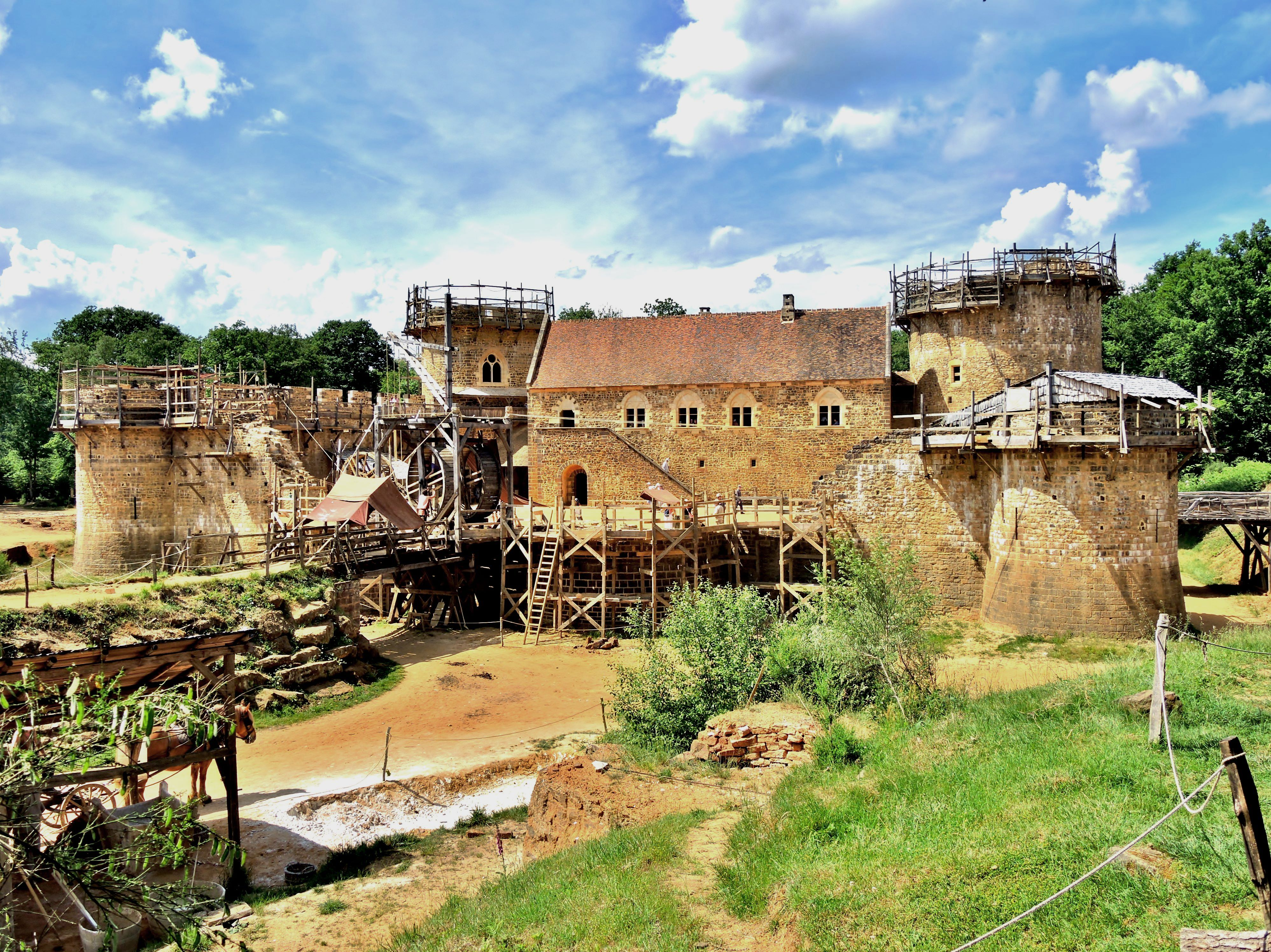
2017
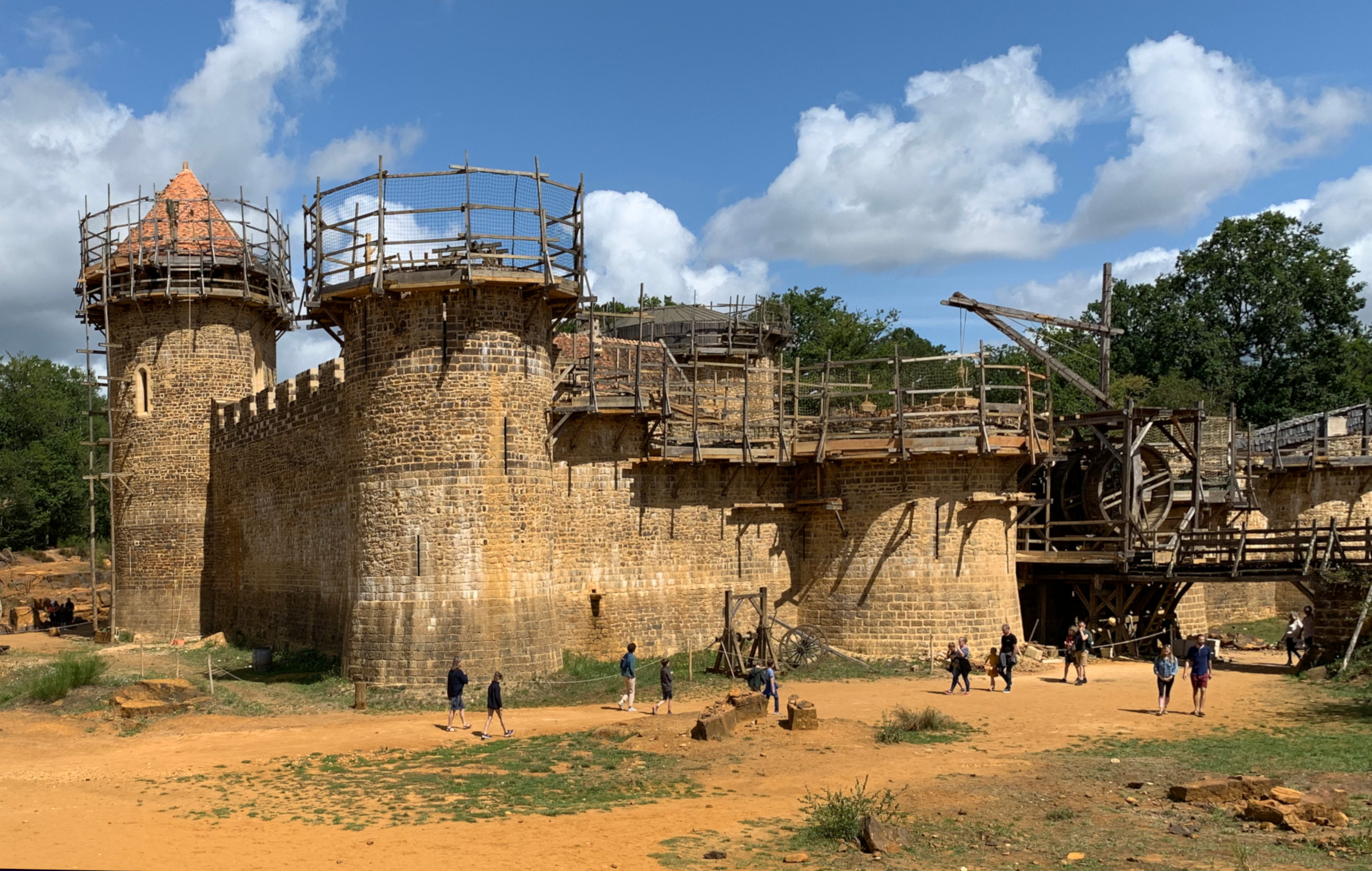
2019